# 이동면 (남해군)
이동면(二東面)는 대한민국 경상남도 남해군의 면이다. 이동면은 남해군의 중앙에 위치해 있으며, 다정리 삼층석탑과 호구산 자락의 용문사, 복곡유원지, 사진작가들이 즐겨찾는 장평소류지, 아름다운 해안도로가 있는 곳이다. 이 지역은 마늘나라 박물관과 마늘연구소가 있어서 매년 5월 마늘축제를 개최하고 있으며, 용소마을에는 미국교포들을 위한 아메리칸 빌리지가 조성되어 있다.

## 행정 구역
- 난음리(蘭陰里)
- 초음리(草陰里)
- 화계리(花溪里)
- 용소리(龍沼里)
- 무림리(茂林里)
- 석평리(席坪里)
- 신전리(薪田里)
- 다정리(茶丁里)

## 교육
- 이동초등학교 (석평리)
- 이동초등학교 다초분교 (폐교) - 이동면 남해대로 2412 (초음리)
- 성남초등학교 (폐교) - 이동면 남서대로 198-1 (화계리)
- 이동중학교 (무림리)
- 남해고등학교 (무림리)

## 볼거리
- 호구산

남해군의 군립공원으로 지정되어 있으며, 자연경관이 뛰어나고 보존가치가 있는 곳이다. 호구산은 호랑이 형상을 닮았다는 유래가 있고, 옛날 호랑이가 지리산에서 건너와 이산에 살았다는 이야기도 전해진다.